# Józef Żabowski

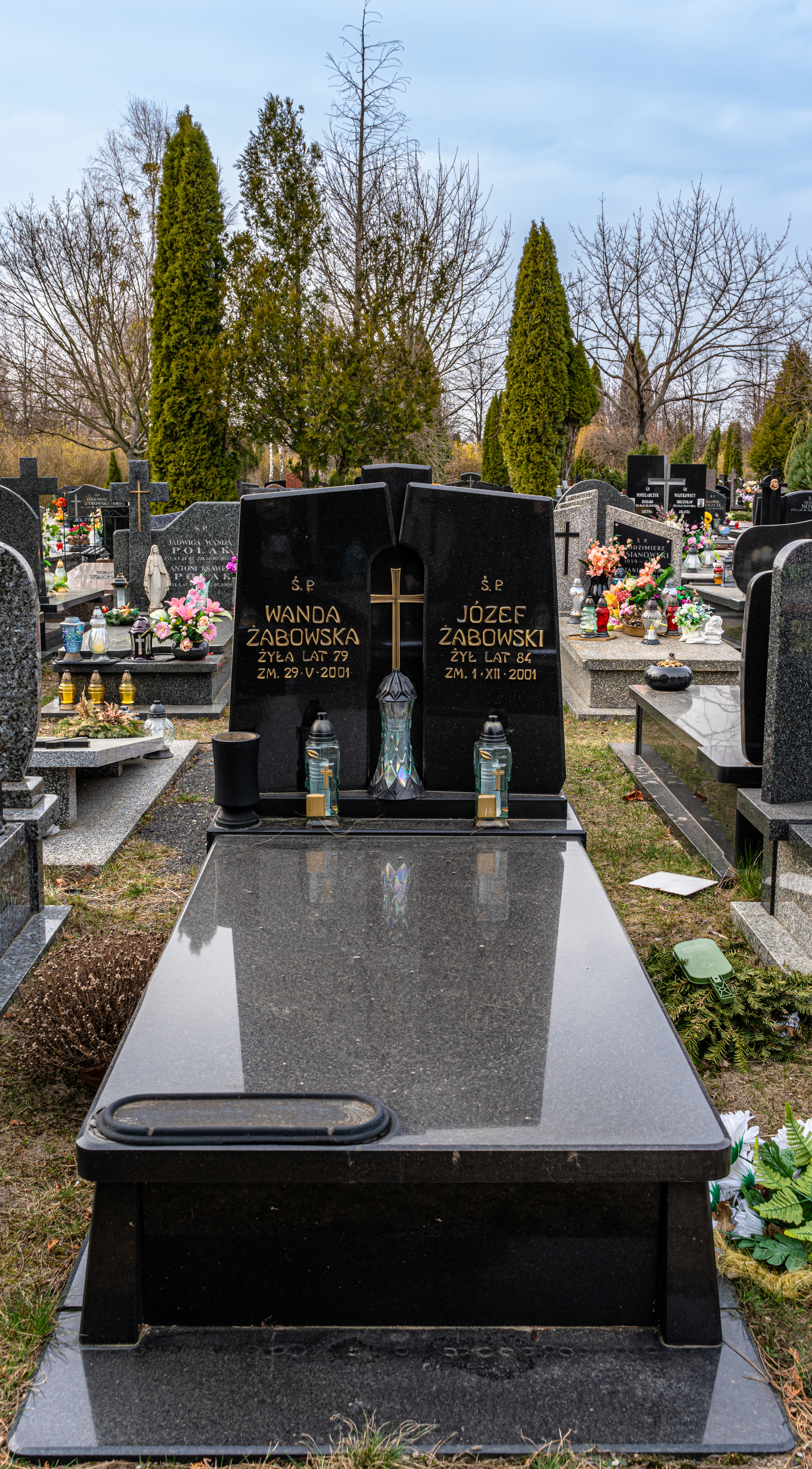
Grób Józefa Żabowskiego na cmentarzu Komunalnym Północnym w Warszawie

Józef Żabowski (ur. 5 października 1917 w Rogotwórsku, zm. 1 grudnia 2001 w Warszawie) – polski inżynier ochrony środowiska, prof. dr. hab. Politechniki Warszawskiej.

## Życiorys
Urodził się w rodzinie Stanisława Żabowskiego i Marianny z Goszczyńskich. Po wybuchu II wojny światowej zaangażował się działalność konspiracyjną, należał do 4 Regionu „Reguły” (dowodzonego przez płk. Stanisława Steczkowskiego „Zagończyka”) w działającym w warszawskim Śródmieściu I Obwodzie „Radwan”. Następnie został przydzielony do dywizjonu motorowego Obszaru Warszawskiego Armii Krajowej w Grupie „Północ” – odcinek „Kuba” - „Sosna”. Po upadku powstania warszawskiego dostał się do niewoli. Po zakończeniu wojny powrócił do Warszawy i studiował na Politechnice Warszawskiej, a następnie pozostał na uczelni jako pracownik naukowy i wykładowca w Wydziale Inżynierii Środowiska. Od 1985 kierował Zakładem Chemii Sanitarnej.
Spoczywa na Cmentarzu Komunalnym Północnym w Warszawie (kw. S-II-4, rząd 3, grób 19).

## Publikacje
- Gospodarcze wykorzystanie ścieków miejskich /1963/, współautor Jan Zakrzewski;
- Badania nad oczyszczaniem ścieków promieniotwórczych na krajowych glinach i bentonitach /1966/;
- Badania nad biochemicznym rozkładem substancji powierzchniowo czynnych w procesie oczyszczania ścieków /1969/;
- Unieszkodliwianie substancji powierzchniowo czynnych występujących w ściekach w wodzie /1973/, publikacja również w języku niemieckim;
- Kryteria procesu stabilizacji tlenowej osadów ściekowych /1975/.